# Tetracanthella matthesii
Tetracanthella matthesii är en urinsektsart som beskrevs av da Gama 1959. Tetracanthella matthesii ingår i släktet Tetracanthella och familjen Isotomidae. Inga underarter finns listade i Catalogue of Life.